# دهغاه (قلعة خواجة)
دهغاه (بالفارسية: دهگاه) هي منطقة سكنية تقع في إيران في قسم قلعة خواجة الريفي. يقدر عدد سكانها بـ 26 نسمة بحسب إحصاء 2016.